# Dickkopf-Groppen
Die Dickkopf- oder Quappengroppen (Psychrolutidae) leben im Indischen Ozean, im Atlantik und im Pazifik, auf dem Bodengrund, von Küstengewässern bis in Tiefen von bis zu 2800 Metern. An den europäischen Atlantikküsten sowie in Nord- und Ostsee leben der Zwergseeskorpion (Micrenophrys lilljeborgii), der Seeskorpion (Myoxocephalus scorpius), der Vierhörnige Seeskorpion (Myoxocephalus quadricornis)  und der Langstachelige Seeskorpion (Taurulus bubalis) aus dieser Familie.

## Merkmale
Die Fische können je nach Art 7 bis 70 Zentimeter lang werden. Ihr Kopf ist mit Knochenplatten gepanzert, der Körper ist schuppenlos und teilweise mit dornigen Knochenplatten bedeckt. Die Seitenlinie ist kurz und hat höchstens 20 Poren. Die Bauchflossen sind klein und haben nur eine harte und drei weiche Flossenstrahlen.

## Systematik

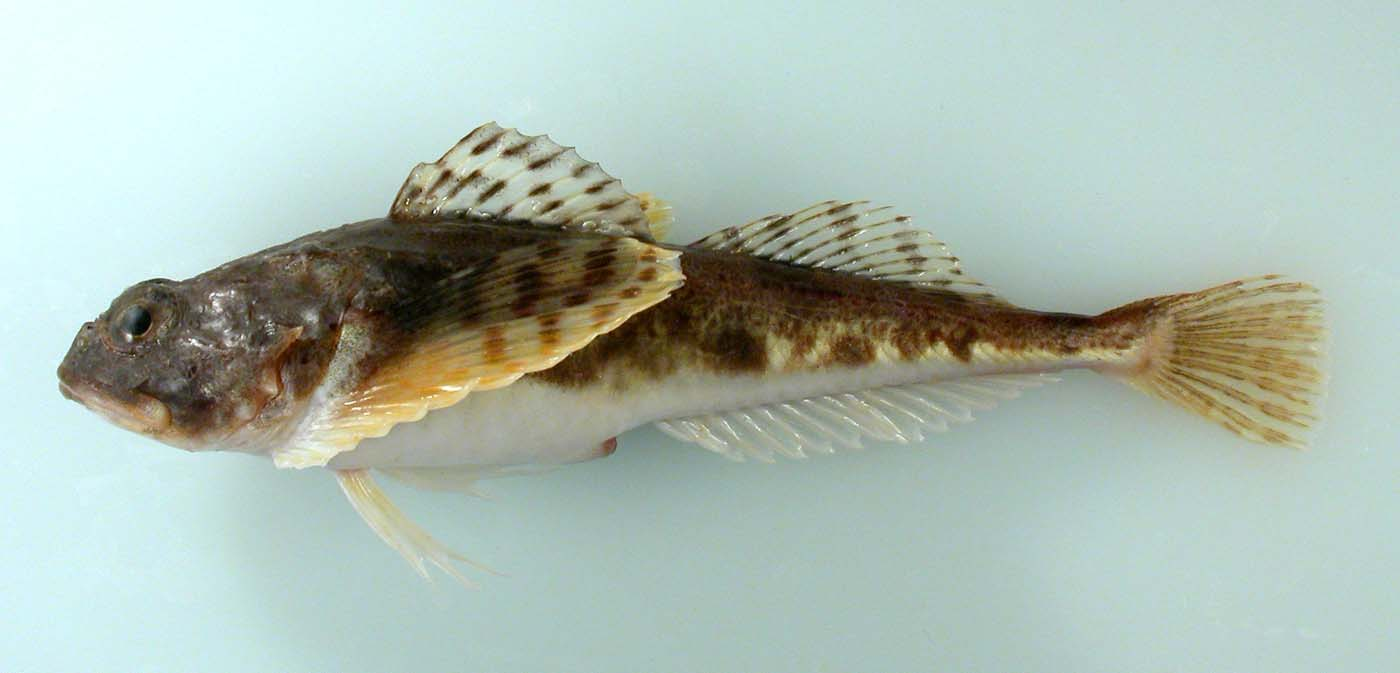
Gymnocanthus tricuspis

Die Dickkopf-Groppen umfassten ursprünglich 10 Gattungen und etwa 40 Arten. Mitte 2014 wurde im Rahmen einer Revision der Cottoidei zahlreiche weitere, ursprünglich zu den Groppen (Cottidae) gehörende marine Groppengattungen, sowie die Antarktisgroppe (bisher Familie Bathylutichthyidae) in die Familie Psychrolutidae gestellt, so dass die Familie jetzt über 60 Gattungen und etwa 220 Arten umfasst. Diese neue Zusammensetzung der Dickkopf-Groppen wurde im Januar 2022 in Eschmeyer's Catalog of Fishes, einer Onlinedatenbank zur Fischsystematik, so übernommen und die Dickkopf-Groppen wurden in sechs Unterfamilien unterteilt:

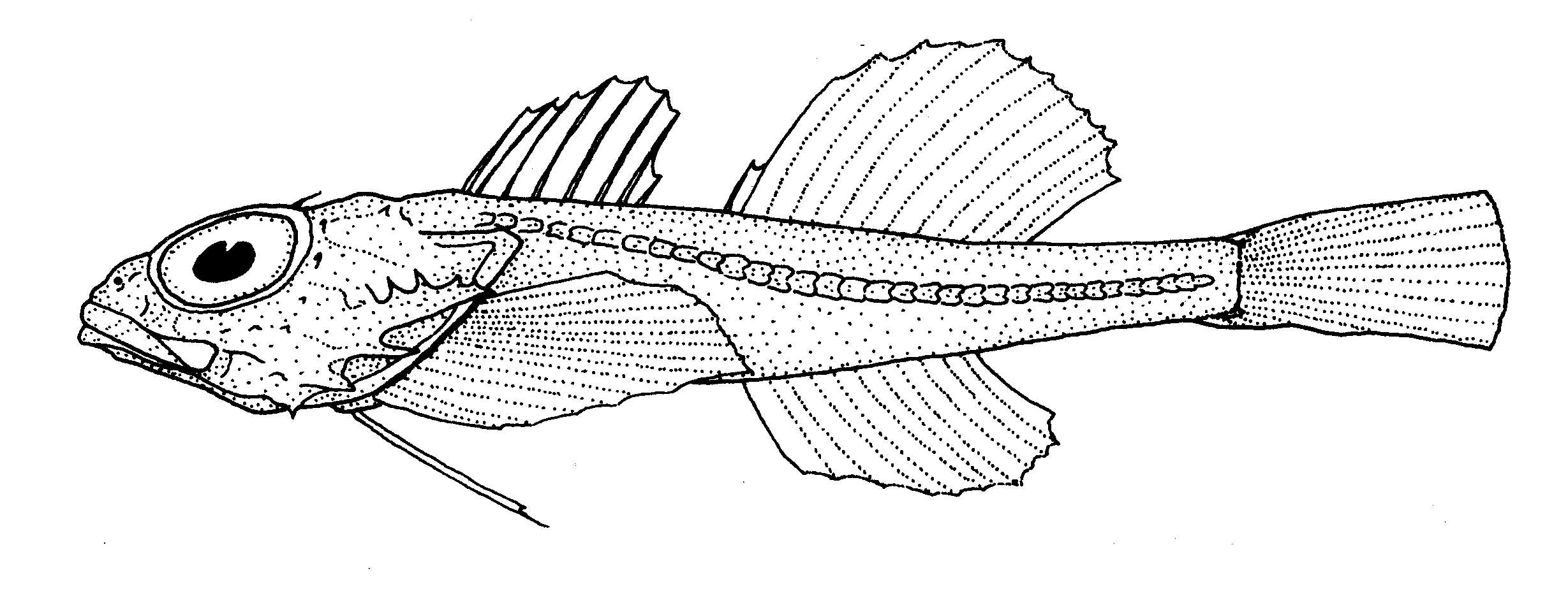
Antipodocottus megalops

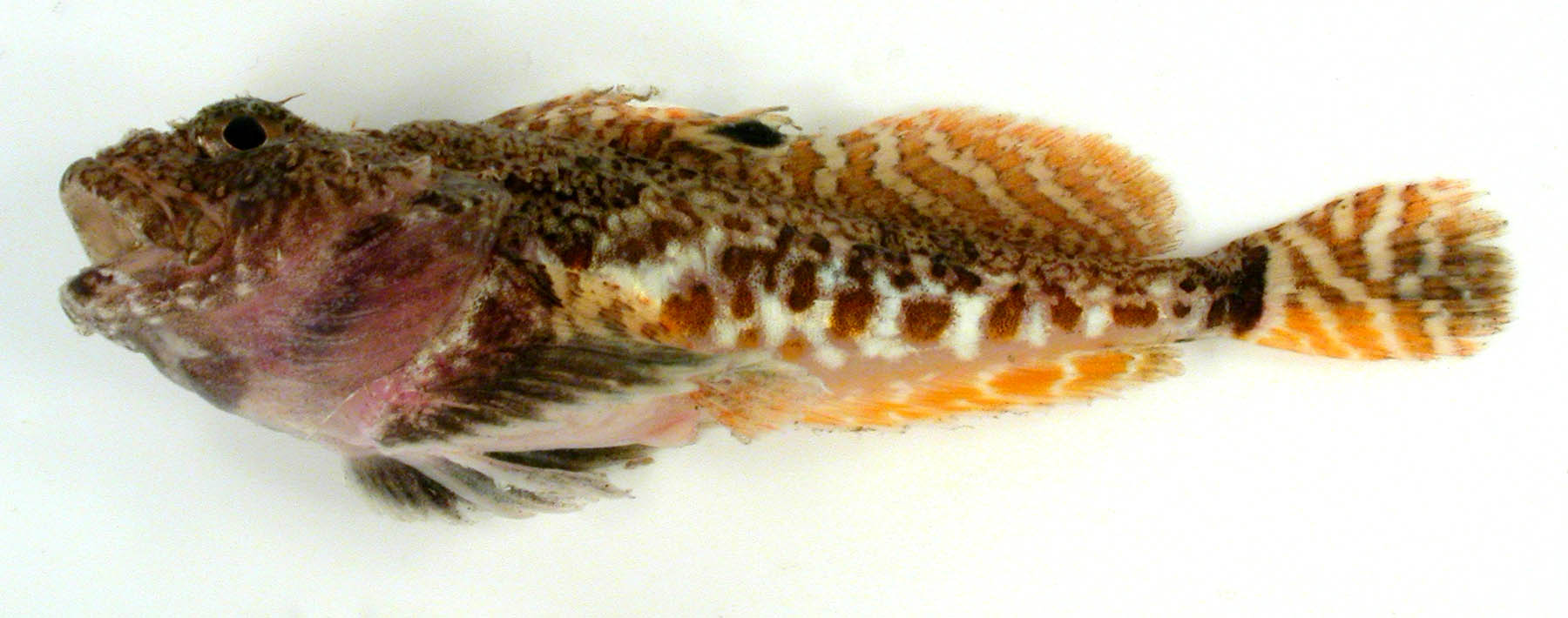
Artediellus scaber

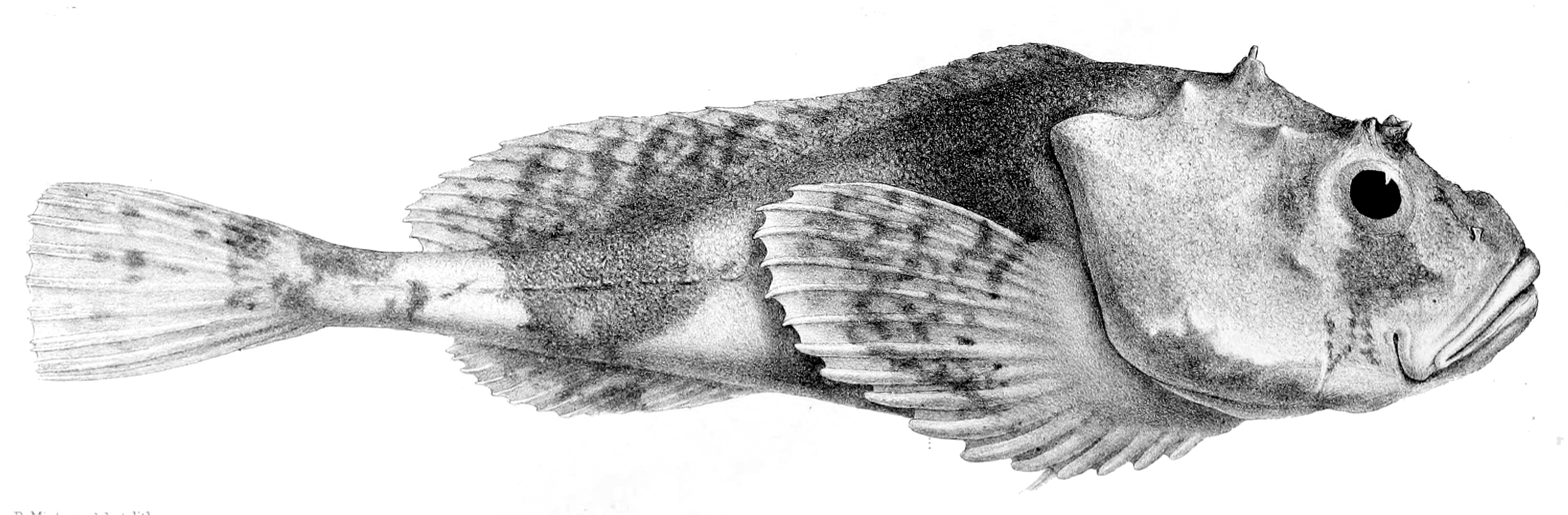
Polarquappengroppe (Cottunculus microps)

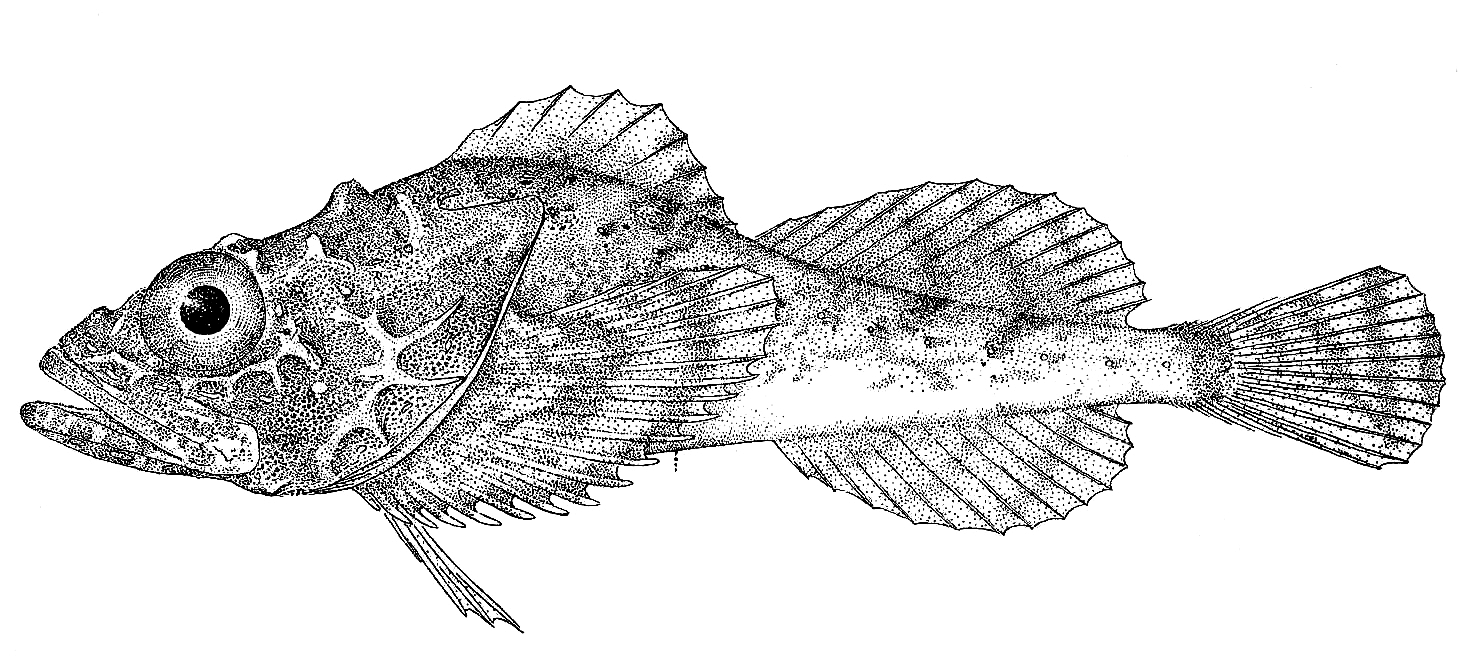
Dasycottus setiger

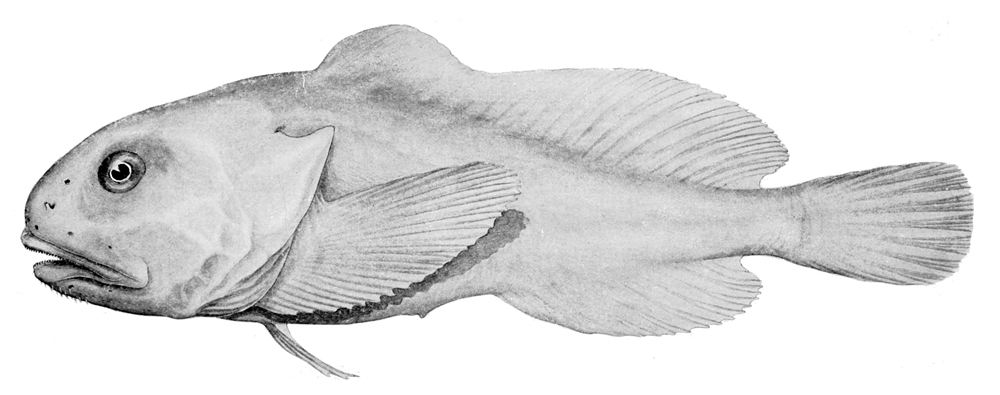
Psychrolutes marcidus

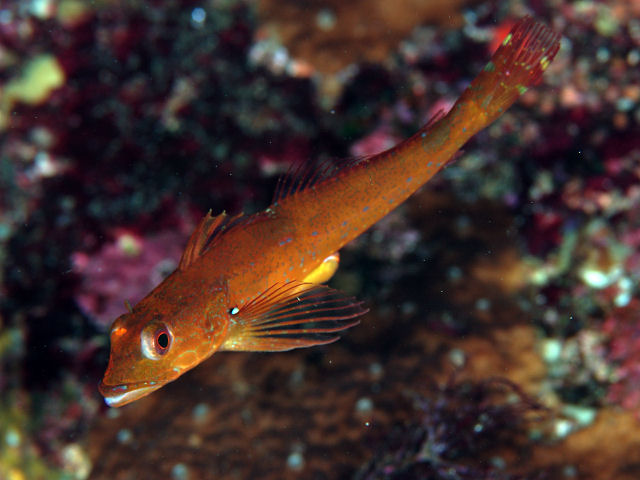
Pseudoblennius percoides

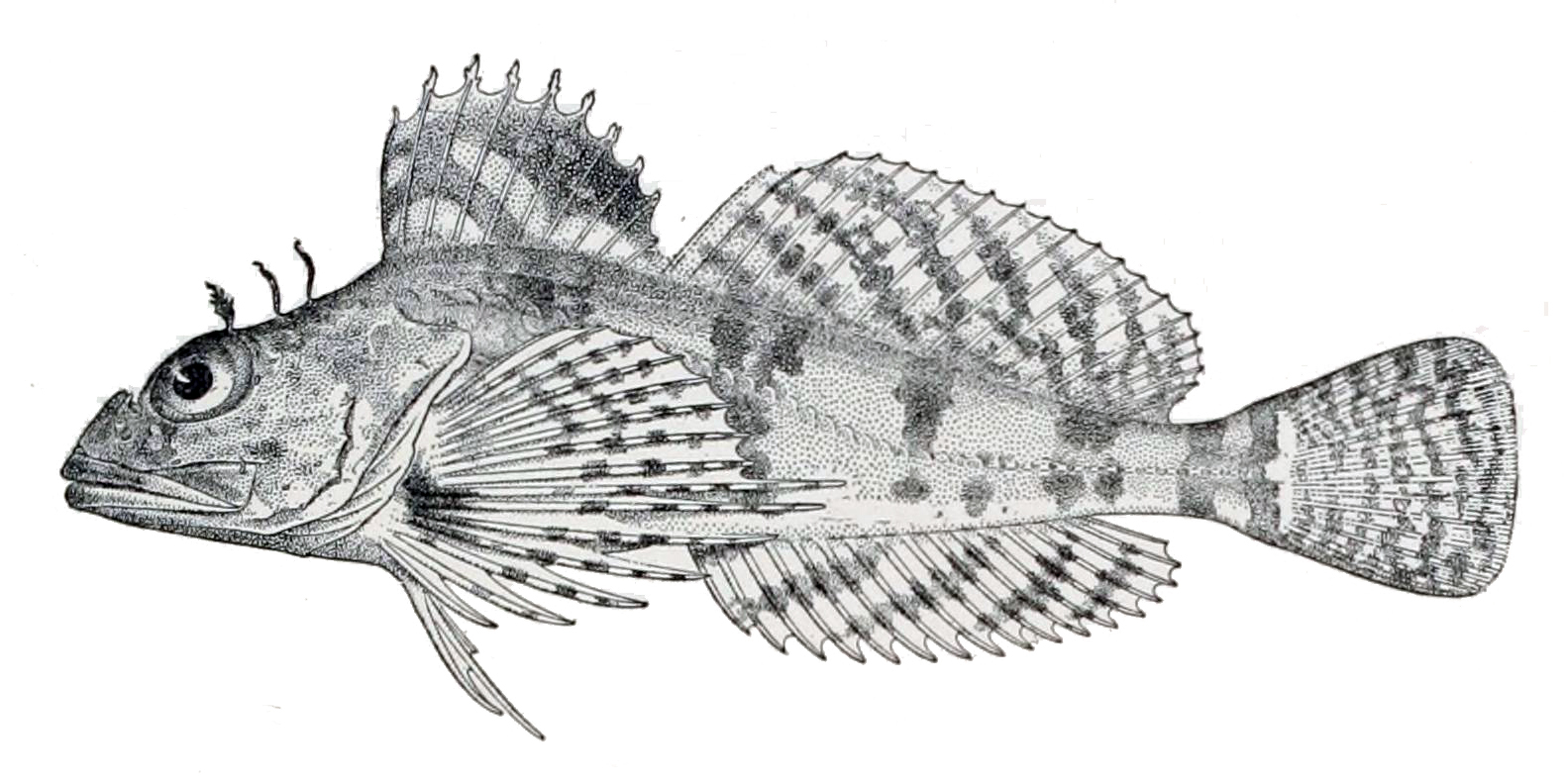
Thyriscus anoplus

- Unterfamilie Psychrolutinae Günther 1861
  - Alcichthys Jordan & Starks, 1904
  - Ambophthalmos
  - Andriashevicottus Fedorov, 1990
  - Antipodocottus Bolin, 1952
  - Archistes Jordan & Gilbert in Jordan & Evermann, 1898
  - Artediellichthys Taranetz, 1941
  - Artediellina Taranetz, 1937
  - Artedielloides Soldatov, 1922
  - Artediellus Jordan, 1885
  - Ascelichthys Jordan & Gilbert, 1880
  - Astrocottus Bolin, 1936
  - Atopocottus Bolin, 1936
  - Bathylutichthys Balushkin & Voskoboinikova 1990
  - Bero Jordan & Starks, 1904
  - Bolinia Yabe, 1991
  - Cottiusculus Schmidt in Jordan & Starks, 1904
  - Cottunculus
  - Daruma Jordan & Starks, 1904
  - Dasycottus
  - Ebinania
  - Eurymen
  - Gilbertidia
  - Leiocottus Girard, 1856
  - Lepidobero Qin & Jin, 1992
  - Malacocottus
  - Micrenophrys Andriashev, 1954
  - Neophrynichthys
  - Ocynectes Jordan & Starks, 1904
  - Phallocottus Schultz, 1938
  - Phasmatocottus Bolin, 1936
  - Pseudoblennius Temminck & Schlegel, 1850
  - Psychrolutes Günther 1861
  - Radulinopsis Soldatov & Lindberg, 1930
  - Ricuzenius Jordan & Starks, 1904
  - Ruscarius Jordan & Starks, 1895
  - Sigmistes Rutter in Jordan & Evermann, 1898
  - Stelgistrum Jordan & Gilbert in Jordan & Evermann, 1898
  - Synchirus Bean, 1890
  - Taurocottus Soldatov & Pavlenko, 1915
  - Thyriscus Gilbert & Burke, 1912
  - Trichocottus Soldatov & Pavlenko, 1915
  - Vellitor Jordan & Starks, 1904
  - Zesticelus Jordan & Evermann, 1896
- Unterfamilie Myoxocephalinae Gill 1908Myoxocephalus scorpioides
  - Argyrocottus Herzenstein, 1892
  - Enophrys Swainson, 1839
  - Megalocottus Gill, 1861
  - Microcottus Schmidt, 1940
  - Myoxocephalus Tilesius, 1811
  - Porocottus Gill, 1859
  - Taurulus Gratzianov, 1907

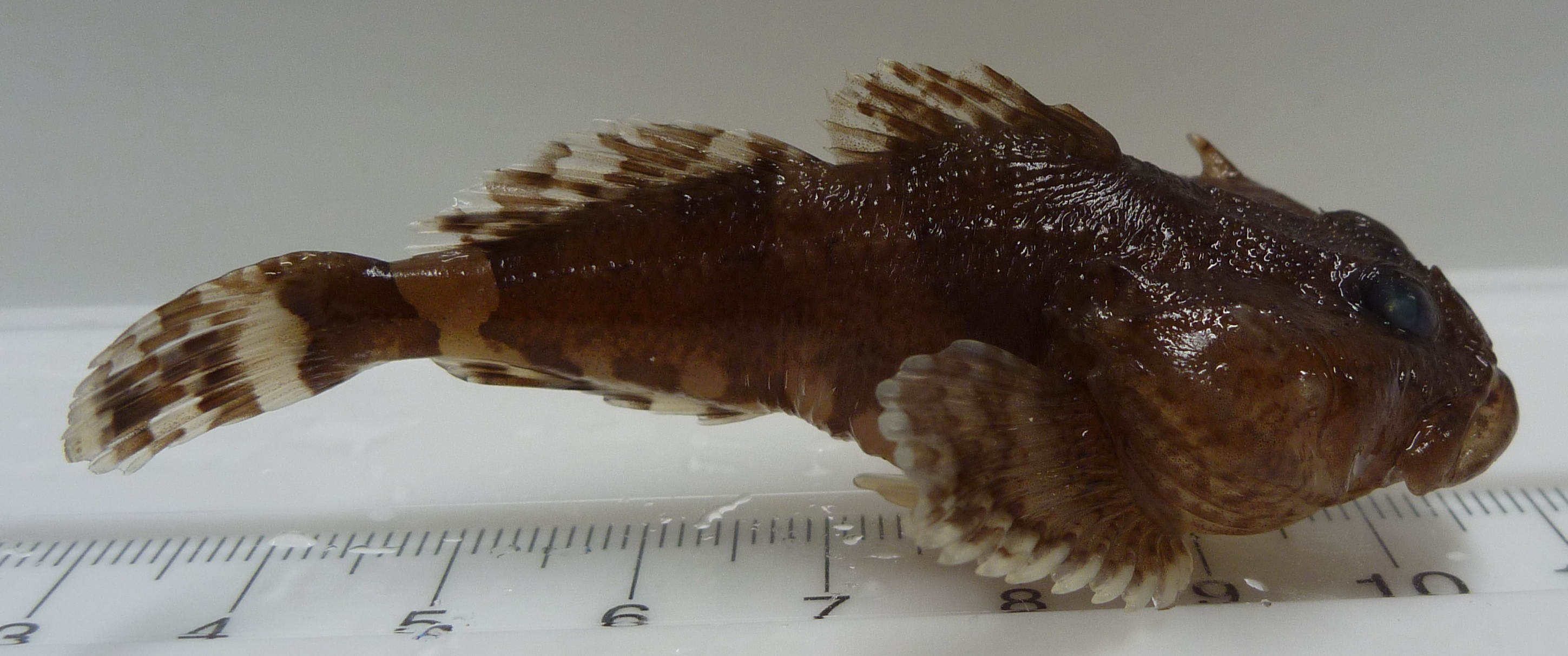
Myoxocephalus scorpioides

- Unterfamilie Radulininae Taranetz 1941Radulinus asprellus
  - Radulinus Gilbert, 1890

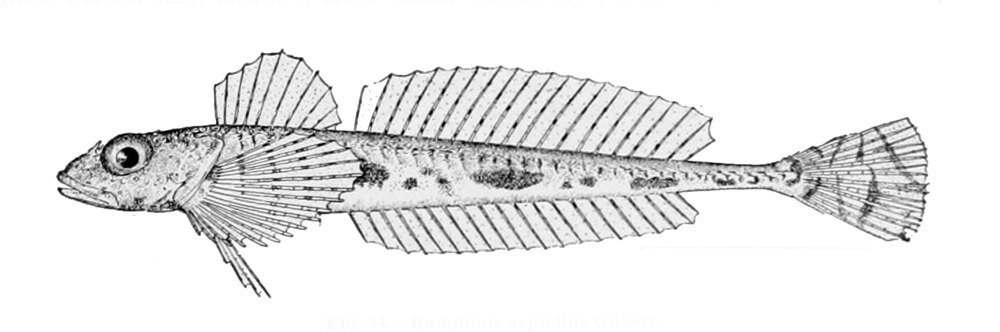
Radulinus asprellus

- Unterfamilie Triglopinae Taranetz 1941
  - Triglops Reinhardt, 1830
- Unterfamilie Oligocottinae Hubbs 1926Oligocottus latifrons
  - Artedius Girard, 1856
  - Clinocottus Gill, 1861
  - Furcina Jordan & Starks, 1904
  - Icelinus Jordan, 1885
  - Oligocottus Girard, 1856
  - Orthonopias Starks & Mann, 1911
  - Stlengis Jordan & Starks, 1904

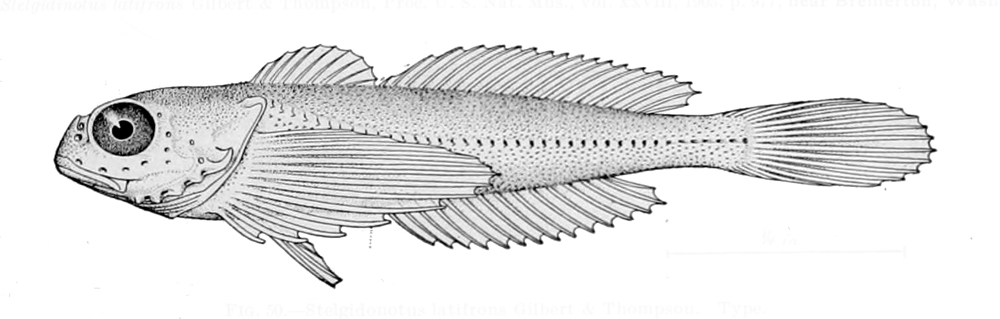
Oligocottus latifrons

- Unterfamilie Icelinae Jordan 1923Gymnocanthus tricuspis
  - Chitonotus Lockington, 1879
  - Gymnocanthus Swainson, 1839
  - Icelus Krøyer, 1845
  - Rastrinus Jordan & Evermann, 1896